# Сату-Ноу (Гура-Падіній, Олт)
Сату-Ноу (рум. Satu Nou) — село у повіті Олт в Румунії. Входить до складу комуни Гура-Падіній.
Село розташоване на відстані 160 км на південний захід від Бухареста, 73 км на південь від Слатіни, 73 км на південний схід від Крайови.

## Населення
За даними перепису населення 2002 року у селі проживали 490 осіб, усі — румуни. Усі жителі села рідною мовою назвали румунську.